# Francesco Saverio de Zelada
Francesco Saverio kardinál de Zelada (27. srpna 1717 Řím – 19. prosince 1801 Řím) byl italský římskokatolický kardinál.

## Životopis
Rodina španělského původu mu předurčila kariéru úředníka a diplomata papežské kurie. Za tímto účelem studoval obě práva na La Sapienza. 23. října 1740 byl vysvěcen na kněze. 23. prosince 1766 se stal titulárním biskupem z Petry a na konzistoři 19. dubna 1773 byl jmenován kardinálem. 1793 převzal titulární kostel Santa Prassede. Byl svého času nejvýznamnějším vyjednavačem Svatého stolce a autor buly Dominus ac Redemptor z 21. července 1773, která zapříčinila zrušení jezuitského řádu.
Jeho kariéra vyvrcholila za vlády Pia VI., kdy byl jmenován kardinálem státním sekretářem (1789–1796). Po Piově smrti se účastnil v roce 1800 konkláve, které zvolilo 1800 Pia VII.
Jako knihovník ve vatikánské apoštolské knihovně (od 15. prosince 1779 až do smrti) sbíral kardinál knihy, mince a další umělecká díla.
Je pohřben v římském kostele San Martino ai Monti.